# Wikipedia tiếng Luxembourg
Wikipedia tiếng Luxembourg (tiếng Luxembourg: Lëtzebuergesch Wikipedia) là phiên bản tiếng Luxembourg của Wikipedia, một bách khoa toàn thư mở.  Wikipedia này có hơn 25.900 bài viết, vào tháng 1 năm 2009.